# Xạ khuẩn
Xạ khuẩn (danh pháp khoa học: Actinobacteria; tiếng Anh: Actinomycetes) là một nhóm vi khuẩn nhân sơ
(Eubacteria) phân bố rất rộng rãi trong tự nhiên. Trước kia được xếp vào Tản thực vật (tức nấm), nhưng ngày nay chúng được xếp vào vi khuẩn (Schizomycetes)
Xạ khuẩn có nhiều nét khác với nấm nhưng giống vi khuẩn:
- Có giai đoạn đơn bào và có giai đoạn đa bào
- Kích thước rất nhỏ
- Nhân giống với vi khuẩn, không có màng nhân và tiểu hạch
- Vách tế bào không chứa celluloz hoặc kitin, giống với vi khuẩn
- Phân chia tế bào giống với vi khuẩn (kiểu Amitoz)
- Xạ khuẩn không có giới tính (không có tế bào đực cái)
- Hoại sinh và ký sinh

Xạ khuẩn sống trong đất, tham dự vào quá trình chuyển hóa tự nhiên của nhiều hợp chất trong đất.

## Phân loài
Ngành Xạ khuẩn Actinobacteria
Lớp Xạ khuẩn Actinobacteria
- Phân lớp Acidimicrobidae
  - Bộ Acidimicrobiales
- Phân lớp Actinobacteridae
  - Bộ Actinomycetales
  - Bộ Bifidobacteriales
- Phân lớp Coriobacteridae
  - Bộ Coriobacteriales
- Phân lớp Rubrobacteridae
  - Bộ Rubrobacterales
- Phân lớp Sphaerobacteridae
  - Bộ Sphaerobacterales

## Ứng dụng
Đặc tính của xạ khuẩn là khả năng tiết kháng sinh (antibiotic), dùng làm thuốc điều trị bệnh cho người, gia súc và cây trồng. Xạ khuẩn còn có khả năng sinh ra các vitamin thuộc nhóm B, một số amino acid và các acid hữu cơ. Xạ khuẩn còn có khả năng tiết ra các enzym (proteas, amylaz...) và trong tương lai có thể dùng xạ khuẩn để chế biến thực phẩm thay cho nấm và vi khuẩn vì nấm có thể sinh ra aflatonxin độc cho người và gia súc.